# Epidendrum saximontanum
Epidendrum saximontanum är en orkidéart som beskrevs av Guido Frederico João Pabst. Epidendrum saximontanum ingår i släktet Epidendrum och familjen orkidéer. Inga underarter finns listade i Catalogue of Life.